# Dzelzs Vilks
Dzelzs Vilks – łotewski zespół uformowany w 1995 w miejscowości Sigulda. Początkowo zespół grał old school death metal (album Mirušās kaijas z 1995), aktualnie poruszają się w szeroko pojętej muzyce pop-rockowej.

## Muzycy

### Obecny skład zespołu
- Juris – śpiew, gitara
- Armands – gitara basowa, śpiew
- Mârcis – perkusja
- Kaspars – instrumenty klawiszowe, sample

## Dyskografia
- Mirušās kaijas (1995)
- Palodze (1998)
- Lai arī tu būtu ar mani (2001)
- Ļauj man tevi (2003)
- Manās mājās sieviešu nav (2004)
- Kur vakara zvaigzne lec (2005)
- Kad pûcei aste ziedçs (2006)
- Sārtā Rītausma (2007)